# Georges Nicolas Haddad
Georges Nicolas Haddad SMSP (* 24. Juni 1957 in Beirut, Libanon) ist melkitischer Erzbischof von Banyas, Libanon.

## Kirchliche Laufbahn
Er wurde am  28. August 1983 zum Priester geweiht und ist Angehöriger der melkitischen Ordensgemeinschaft „Missionsgesellschaft des heiligen Paulus“.
Am 20. April 2002 erfolgte die Ernennung zum Titularerzbischof von Myra dei Greco-Melkiti unter gleichzeitiger Berufung zum Apostolischen Exarchen von Argentinien. Die Bischofsweihe empfing er am 23. Juni 2002 von Gregor III. Laham BS, dem Patriarchen von Antiochien, und den Mitkonsekratoren André Haddad BS, Erzbischof von Zahlé und Furzol, und Georges El-Murr BC, Erzbischof von Petra und Philadelphia. 
Am 21. März 2003 wurde Haddad, neben dem emeritierten Erzbischof Pierre Mouallem, zum  Apostolischen Administrator von Akka in Israel ernannt. Am 19. Dezember 2005 legte er sein Amt als Bischof von Argentinien nieder, und am 7. Februar 2006 folgte der Rücktritt als Apostolischer Administrator von Akka. Seine Ernennung zum Erzbischof von Banyas fand am 17. Oktober 2006 statt. 
Im Oktober 2010 war er Teilnehmer auf der Sonderversammlung der Bischofssynode in Rom. Die Bischofssynode behandelte die Situation der Ostkirchen im Nahen Osten, hierzu äußerte sich der Erzbischof in einer Intervention. Er bemängelte die unbefriedigende Umsetzung der Religionsfreiheit im Libanon und berief sich dabei auf die Verfassung von 1926. Diese proklamiere zwar eine große Religionsfreiheit, die aber nicht im vollen Umfang verwirklicht werde. Er forderte in seinem  Statement die Vertiefung des interreligiösen Dialoges und erbat von allen religiösen Gemeinschaften im Libanon die Mitarbeit.